# Karl-Alfred Jacobsson
Karl-Alfred Jacobsson (ur. 15 stycznia 1926 w Bostonie, zm. 4 marca 2015 w Göteborgu) – szwedzki piłkarz występujący na pozycji napastnika. Brat innego piłkarza, Franka Jacobssona.
W barwach GAIS rozegrał łącznie 197 spotkań i zdobył 135 bramek w Allsvenskan. W 1954 zdobył z klubem mistrzostwo Szwecji. Trzykrotnie został też królem strzelców Allsvenskan (1952, 1953, 1954).
W reprezentacji Szwecji zadebiutował 5 października 1952 w wygranym 2:1 towarzyskim meczu z Norwegią i strzelił wówczas gola. W latach 1952–1954 w drużynie narodowej rozegrał sześć spotkań i zdobył trzy bramki.